# Андура
Андура (Ондура) — река в России, протекает в Верхошижемском районе Кировской области. Устье реки находится в 28 км по правому берегу реки Кишкиль. Длина реки составляет 12 км.
Исток реки расположен в лесном массиве на границе с Оричевским районом в 8 км к юго-востоку от посёлка Суводи. Течёт на юго-восток по ненаселённому лесу. Притоки — Противка и Крутоберега (правые). Впадает в Кишкиль у нежилой деревни Кошиха.

## Данные водного реестра
По данным государственного водного реестра России относится к Камскому бассейновому округу, водохозяйственный участок реки — Вятка от города Котельнич до водомерного поста посёлка городского типа Аркуль, речной подбассейн реки — Вятка. Речной бассейн реки — Кама.
По данным геоинформационной системы водохозяйственного районирования территории РФ, подготовленной Федеральным агентством водных ресурсов:
- Код водного объекта в государственном водном реестре — 10010300412111100036252
- Код по гидрологической изученности (ГИ) — 111103625
- Код бассейна — 10.01.03.004
- Номер тома по ГИ — 11
- Выпуск по ГИ — 1